# Robert Almström
Adolf Fredrik Robert Almström (i riksdagen kallad Almström i Stockholm), född 19 augusti 1834 i Åmåls stadsförsamling, död 17 september 1911 i S:t Matteus församling, Stockholm, var en svensk affärsman och politiker. Han var direktör för Rörstrands porslinsfabrik 1893–1909.

## Biografi
Robert Almström var son till apotekaren Per Olof Almström och Sofia Charlotta Gjörcke. Han anställdes 1850 vid Rörstrands porslinsfabrik. Efter studieresor utomlands anställdes han 1855 som förste verkmästare vid fabriken, och blev 1863 delägare och teknisk disponent. Efter 1893 var han både teknisk och administrativ ledare på fabriken. Under hans tid infördes flera nya tillverkningsmetoder och fabrikat, fabriken byggdes om, och tillverkningen mer än tiodubblades mellan 1855 och 1895.
Han ombildade också Rörstrandsarbetarnas sjuk- och begravningskassa samt inrättade deras pensionskassa. Anläggningen av porslinsfabriken Arabia i Helsingfors planlades av honom. I Uppfinningarnas bok (band 4, 1873) skrev han avdelningen "Lervarorna och deras tillverkning". Han var ledamot av Vetenskapsakademien från 1894.
Almström hade flera offentliga uppdrag. 1888–96 var han en av Stockholms stads valkrets representanter i riksdagens första kammare, och 1898–1910 representerade han Gävleborgs läns valkrets. Han var ledamot av lagutskottet (1889), bevillningsutskottet (1892–96 och 1898–1903) samt av särskilda utskott (1890 för arbetareförsäkringsfrågan och 1901 för försvarsfrågan). I egenskap av utpräglat konservativ och en av den protektionistiska kammarmajoritetens främsta företrädare, stod han 1895 bakom motionen om att avskaffa mellanrikslagen. Han hade en plats i partiets förtroenderåd 1894–96 och från 1899. I socialpolitiska och unionella frågor intog Almström i regel en ganska återhållande ställning. Vid rösträttsfrågans behandling 1902 anslöt han sig till Hugo Tamms skrivelseförslag. Han hade särskilt intresse för försvarsväsendets utveckling, och ställde sig bakom förslagen (1895 och 1896) om att ta upp stora lån för att utöka flottan och utveckla det fasta försvaret samt (1899) om väsentlig ökning av de av begärda anslagen till nya gevär, krigsfartyg med mera.
Bland Almströms övriga offentliga uppdrag kan nämnas hans ledamotskap i kommittén för Kommersekollegiums ombildning och inrättande av industri- och handelskamrar (1883–85), tullkommittén (1888–92), arbetareskyddskommittén (1891–92), kommittén för Stockholmsutställningen 1897 samt kommittéerna för Sveriges deltagande i världsutställningarna i Paris 1878, Chicago 1893 och Paris 1900. Han var även stadsfullmäktig i Stockholm 1875–1891 och ledamot av direktionen över undervisningsverken i Stockholm 1883–1891. Sedan 1895 var han riksbanksfullmäktig.
Partipolitiskt var Almström med i Första kammarens protektionistiska parti 1888 till 1896 och sedan från 1898 till 1910 (1910 kallades partiet för Det förenade högerpartiet).

### Familj
Almström gifte sig två gånger. Första gången gifte han sig med Eva Cecilia Teresia Påhlman (född 1845 i Skirö, död 1876 i Adolf Fredriks församling, Stockholm). 1882 gifte han sig med Eva Påhlmans systerdotter Eva Maria (Mia) Andersberg (född 1860 i Adolf Fredriks församling, död 1942 i Hedvig Eleonora församling).
Med sin första fru fick Robert Almström fem barn:
- Eva Sofia Almström, född 1866
- Annie Almström, född 1867. Gift 1888 med framtida statsministern Arvid Lindman.
- Olof Almström, född 1869
- Harald Almström, född 1870
- Knut Almström, född 1873
- Eva Almström, född 1876

Med sin andra fru fick Almström fyra barn:
- Maria Almström, född 1883
- Ida Almström, född 1885
- Karl Almström, född 1886
- Märta Almström, född 1891. Gift 1913 med Ulf Carl Sparre.